# Pashmak

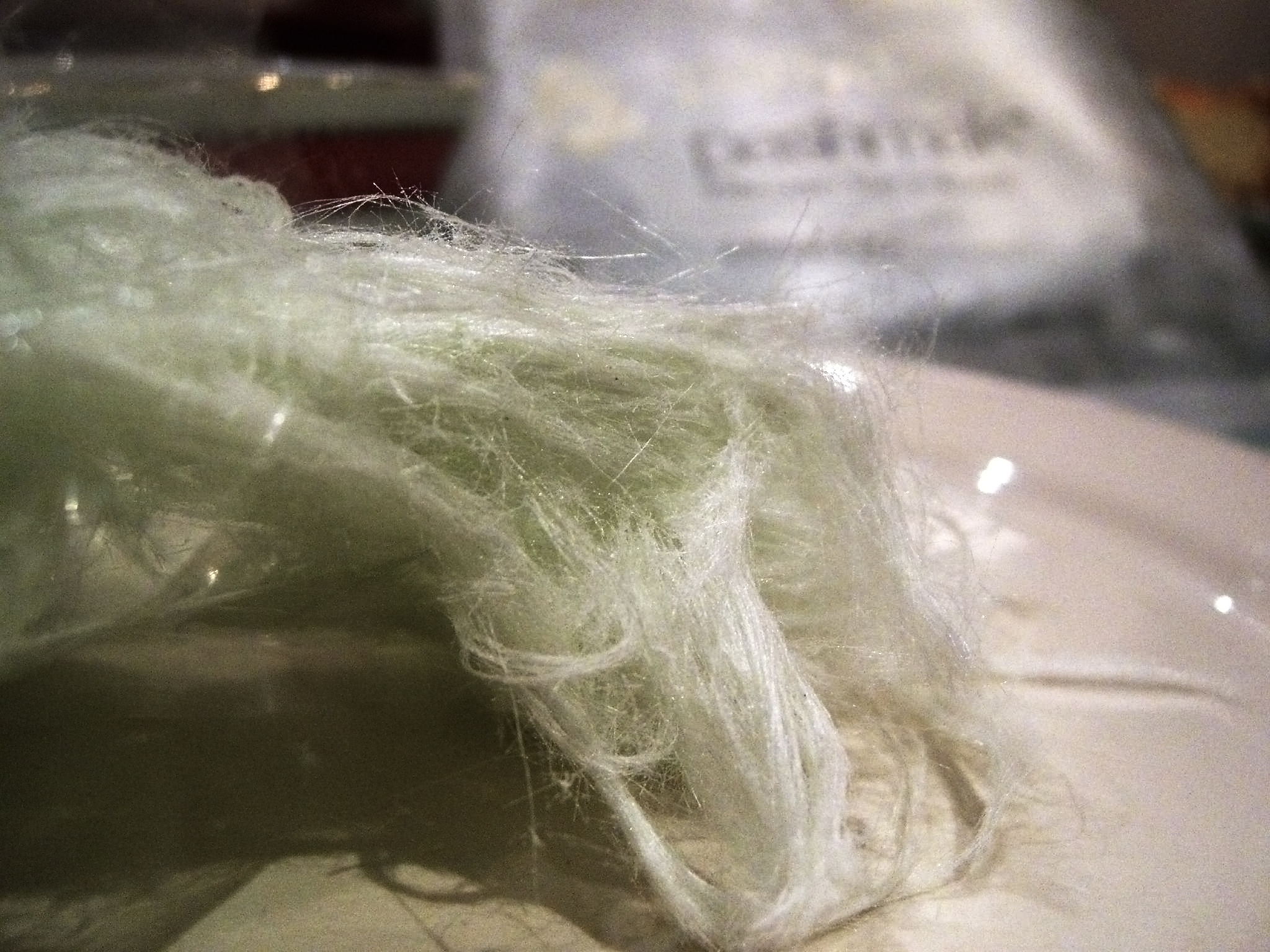
Pashmak.

Pashmak (persiska: پشمک) är en persisk form av sockervadd, tillagad av sesammjöl och socker. Namnet betyder "ulliknande" på persiska, då sötsaken till utseendet liknar fårull. Den serveras på egen hand eller tillsammans med frukt, tårtor, glass, pudding eller andra desserter.
Pashmak kommer ursprungligen från Yazd och är en av tre sorters sötsaker som staden är känd för att tillverka, de andra två är baklava och qottab.